# メロダク・バルアダン2世

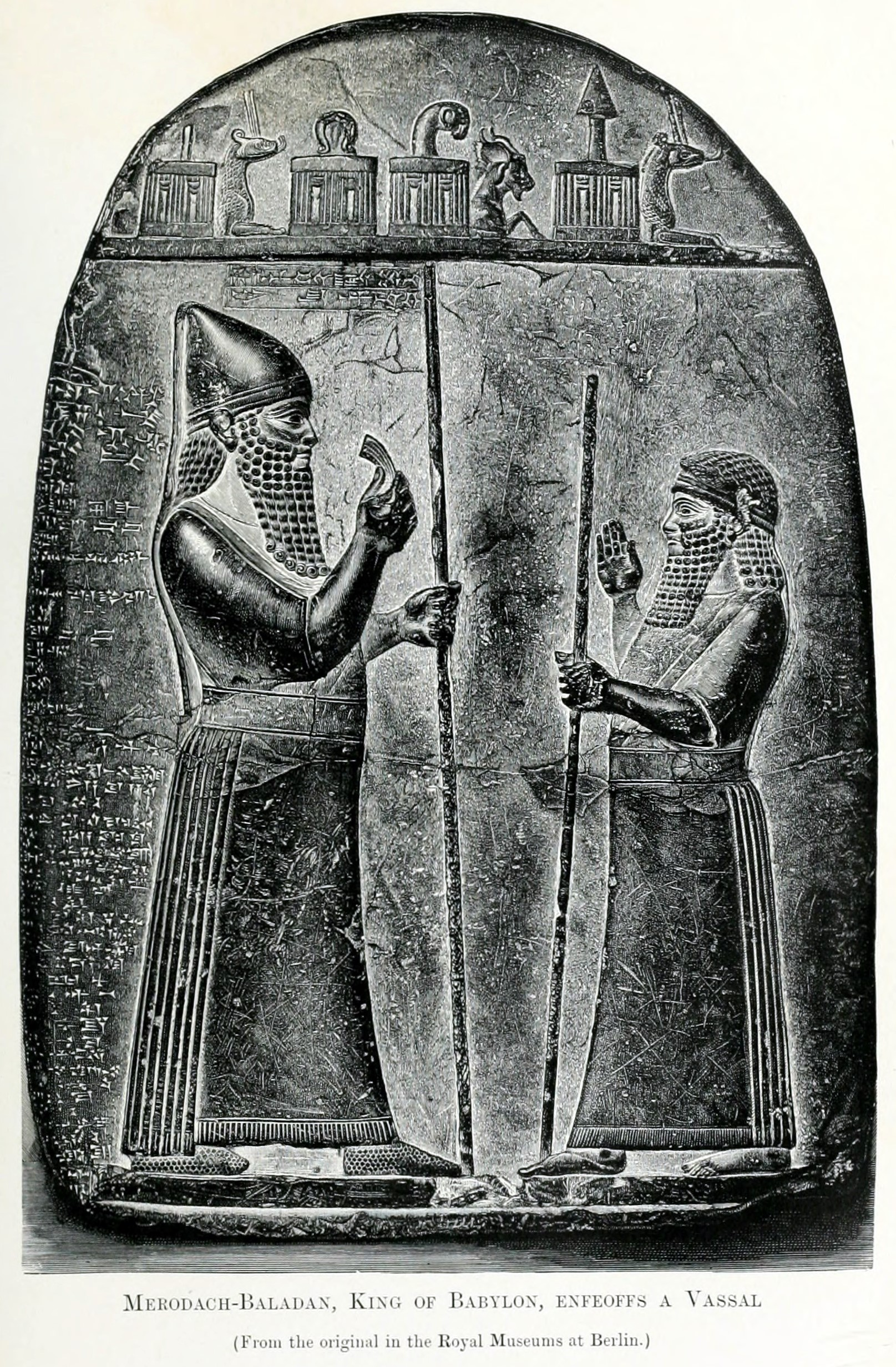
メロダク・バルアダン2世

マルドゥク・アプラ・イディナ2世（Marduk-apla-iddina II、在位：紀元前721年 - 紀元前710年、復位：紀元前703年 - 紀元前702年）は、バビロン第10王朝の王。バビロニア支配を目指すアッシリアの最大の障害となったが、最後は敗れバビロニアはアッシリア支配を脱することは無かった。

## 名称
アッカド語による表記はマルドゥク・アプラ・イディナ（Marduk apla iddina）である。マルドゥク・アプラ・イディナ2世（Marduk-apla-iddina II）は学術的な名前である。メロダク・バルアダン2世（Merodach baladan II）は聖書等で使用されるギリシャ語を経由した通称である。メロダクバラダンとも表記される。

## 来歴
海の国の王ヤキナ、すなわちナブー・ムキン・ゼリの息子、カルデア人の王であったと伝えられる。当時既にアッシリアはバビロニアの支配に成功していたが、シャルマネセル5世の死去に乗じてエラム（フンバンタラ朝、英: Humban-Tahrid dynasty）の支援の下で反乱を起こし紀元前721年にバビロニア王となった。アッシリアの新王サルゴン2世は支持基盤が脆弱であったこともあり、アッシリアにバビロニア王としての地位を認めさせることに成功した。
サルゴン2世は西方での反乱を鎮圧した後、紀元前710年にバビロニア支配権の奪還に乗り出し、メロダク・バルアダン2世はこれを迎え撃ったが、敗れてエラムへと逃れた。バビロン市はアッシリア軍によって占領され、サルゴン2世がバビロニア王に即位した。
メロダク・バルアダン2世はエラムの庇護を受けて機会を待ち、サルゴン2世が紀元前705年に死去するとバビロンに進軍した。バビロンではそれとは別にマルドゥク・ザキル・シュミ2世（彼はメロダク・バルアダン2世のかつての配下であった）がアッシリアに対し反乱を起こしていたが、彼を打倒して再びバビロニア王に返り咲いた（紀元前703年）。アッシリアの新王センナケリブは再びバビロニアを支配下に置くべく軍を差し向け、メロダク・バルアダン2世もこれを迎え撃つべく出撃した。両者はキシュ平野で激突したが、バビロニア軍は敗走した。メロダク・バルアダン2世は戦いの最中、戦車や馬などを置き去りにして逃走し、センナケリブは彼を追撃したが湿地帯に逃げ込んだメロダク・バルアダン2世はアッシリア軍の追撃を逃れ再びエラムに身を寄せた。
しかし、最早再起の機会は訪れずメロダク・バルアダン2世はそのままエラムで没した。センナケリブはバビロニアを再征服した後、メロダク・バルアダン2世の血族の一人ベール・イブニを傀儡王としてバビロニア王に即位させたが、彼もまたアッシリアに背くこととなる。

## 聖書での記述
そのころ、バラダンの子であるバビロンの王メロダクバラダンは、手紙と贈り物を持たせて使節をヒゼキヤにつかわした。これはヒゼキヤが病んでいることを聞いたからである。 
ヒゼキヤは彼らを喜び迎えて、宝物の蔵、金銀、香料、貴重な油および武器倉、ならびにその倉庫にあるすべての物を彼らに見せた。家にある物も、国にある物も、ヒゼキヤが彼らに見せない物は一つもなかった。 
その時、預言者イザヤはヒゼキヤ王のもとにきて言った、「あの人々は何を言いましたか。どこからきたのですか」。ヒゼキヤは言った、「彼らは遠い国から、バビロンからきたのです」。 
イザヤは言った、「彼らはあなたの家で何を見ましたか」。ヒゼキヤは答えて言った、「わたしの家にある物を皆見ました。わたしの倉庫のうちには、わたしが彼らに見せない物は一つもありません」。 
そこでイザヤはヒゼキヤに言った、「主の言葉を聞きなさい、『主は言われる、見よ、すべてあなたの家にある物、および、あなたの先祖たちが今日までに積みたくわえた物の、バビロンに運び去られる日が来る。何も残るものはないであろう。また、あなたの身から出るあなたの子たちも連れ去られ、バビロンの王の宮殿で宦官となるであろう』」。 
ヒゼキヤはイザヤに言った、「あなたが言われた主の言葉は結構です」。彼は「せめて自分が世にあるあいだ、平和と安全があれば良いことではなかろうか」と思ったからである。（口語訳聖書：列王記下20章12-19節）